# Haplogroupe A (ADNmt)
L'haplogroupe A est un haplogroupe de l'ADN mitochondrial humain (ADNmt). Il est défini par les mutations A235G, A663G, A1736G, T4248C, A4824G, C8794T, C16290T et G16319A.

## Origine
L'haplogroupe A est issu de l'haplogroupe N. Les preuves indiquent que l'Asie du Nord-Est est l'origine géographique de l'haplogroupe A. On estime qu'il date d'il y a entre 50 000 et 30 000 ans.

## Distribution

### Distribution en Asie et en Amérique
Une étude de 2022 a déclaré que "L'haplogroupe A est l'un des haplogroupes fondateurs de l'Asie et des Amériques." L'haplogroupe A se trouve couramment en régions de l'est et du nord de l'Asie, y compris parmi les Kètes de Sibérie Centrale, les Mansis du Nord-Ouest de la Sibérie, les Bouriates et Khalkhas, les Tadjiks d'Asie centrale, les Han de Chine et les Japonais, parmi d'autres populations. Quelques exemples sont les haplogroupes A6, A11a et A11b en le Tibet et les haplogroupes A8, A8a1 et A10 parmi les Ouïghours de Chine et les Bouriates. L'haplogroupe A se retrouve également occasionnellement en l'Asie du Sud-Est comme dans l'exemple de l'haplogroupe A17 en la Thaïlande et le Viêt Nam.
L'haplogroupe A2, qui est défini par les mutations T146C!, C152T!!, A153G, G8027A, G12007A et C16111T, est couramment rencontré chez les peuples autochtones d'Amérique. Par exemple, le sous-clade A2w1 est présent parmi les Mayas de Mexique.
L'haplogroupe A2 est également courant aujourd'hui parmi les Hispano-Américains, issu d'un mélange avec les Amérindiens qui se sont converties au catholicisme romain. A2 est également présent chez les Brésiliens d'ascendance mixte.
Certaines personnes d’ascendance mixte au Canada issues de familles francophones possèdent également ces haplogroupes. Le projet « Acadia--Métis Mothers » de Family Tree DNA comprend des participants qui ont des ancêtres Acadiens et leurs haplogroupes d'ADNmt incluent A2 et A2f1a d'origine amérindienne avec descendance matrilinéaire documentée des femmes Edmée Joseph, Cécile Joseph, Françoise Rousseau et Jeanne Lejeune dit Briard,. L'haplogroupe acadien A2f1a est partagé avec certaines tribus amérindiennes comme les Ojibwés et les Cris. Des échantillons de A2f1a parmi les Premières Nations du Canada existent dans la base GenBank.
A2 est également présent parmi les peuples autochtones des régions de l'extrême nord-est de l'Asie, y compris parmi les Tchouktches, les Koriaks et les Évènes. Ses sous-clades A2a, A2a6, A2a8, A2a9, A2b et A2b1 existent parmi les Tchouktches, A2b1 aussi parmi les Koriaks et A2a9 parmi les Évènes.

### Distribution en Europe
Parmi les populations actuelles en Europe, cet haplogroupe est retrouvé en proportions très faibles et seulement dans certains pays ou groupes ethniques. Ils comprennent les haplogroupes A1a3 en Grèce, A8a1c parmi les Ukrainiens, A8a1c1 en Pologne et Ukraine, A8a2b en Pologne et A26a1 et ses sous-clades en le Danemark.
L'haplogroupe A12a a été trouvé chez les personnes modernes vivant dans la Hongrie, spécifiquement dans la sous-clade A12a2a2, anciennement appelé A12a2b, et on le retrouve également parmi les Sicules de Transylvanie.
L'haplogroupe A-a1b3a1 se trouve parmi les Juifs ashkénazes de Europe centrale et Europe orientale,.

## Paléogénétique
Porteurs de l'haplogroupe A ont également été découverts dans des études sur l'ADN ancien. L'haplogroupe A26 était présent parmi les Avars médiévaux et les conquérants Magyars médiévaux et se retrouvait chez un membre de la famille aristocratique Báthory de Transylvanie d'origine hongroise. Quatre porteurs mâles de l'haplogroupe A8a1 et un porteur mâle de l'haplogroupe A+152+16362+16189 ont été enterrés au cimetière de Rákóczifalva en Hongrie au début du Moyen Âge.
Porteurs de l'haplogroupe A10 vivaient en Sibérie occidentale pendant l'Âge du bronze.